# Sant'Orsola in gloria
Sant'Orsola in gloria o Sant'Orsola e le diecimila vergini  è un dipinto olio su tavola di Andrea Previtali conservato presso la pinacoteca dell'Accademia Carrara di Bergamo, realizzato tra il 1520 e il 1525.

## Storia
Andrea Previtali, bergamasco di nascita, ma veneziano di adozione essendosi trasferito nella città lagunare in tenera età con la famiglia che commerciava in corde e aghi, firmerà infatti i suoi primi lavori Andrea Cordellaghi, nel 1512 fece ritorno a Bergamo invitato da alcune famiglie della nuova borghesia per la realizzazione di pale d'altare e ritratti che le ponessero all'attenzione dell'amministrazione veneziana che governava in città.
Il dipinto, secondo alcune fonti, fu commissionato da fra Filippo Foresti per la cappella di Sant'Orsola della chiesa di Sant'Agostino di Bergamo, anche se viene datato dal 1520 al 1525, mentre il frate agostiniano è morto nel 1520, potrebbe quindi esser stato realizzato subito dopo la sua morte.
Era stata fondata nella chiesa, la scuola di Santa Orsola da fra Giovanni da Novara nel 1444, e nella cappella a lei dedicata, veniva conservato, in un reliquiario argentato realizzato da frate Enrico da Aquisgrana, la reliquia del teschio della santa.
Del dipinto si persero le tracce con l'occupazione francese del 1797, la chiesa agostiniana subì una gravissima devastazione diventando la scuderia dell'esercito. Probabilmente fu conservato in qualche collezione privata e donato solo  nel 1943 da don Guido Morali alla pinacoteca bergamasca.

## Descrizione

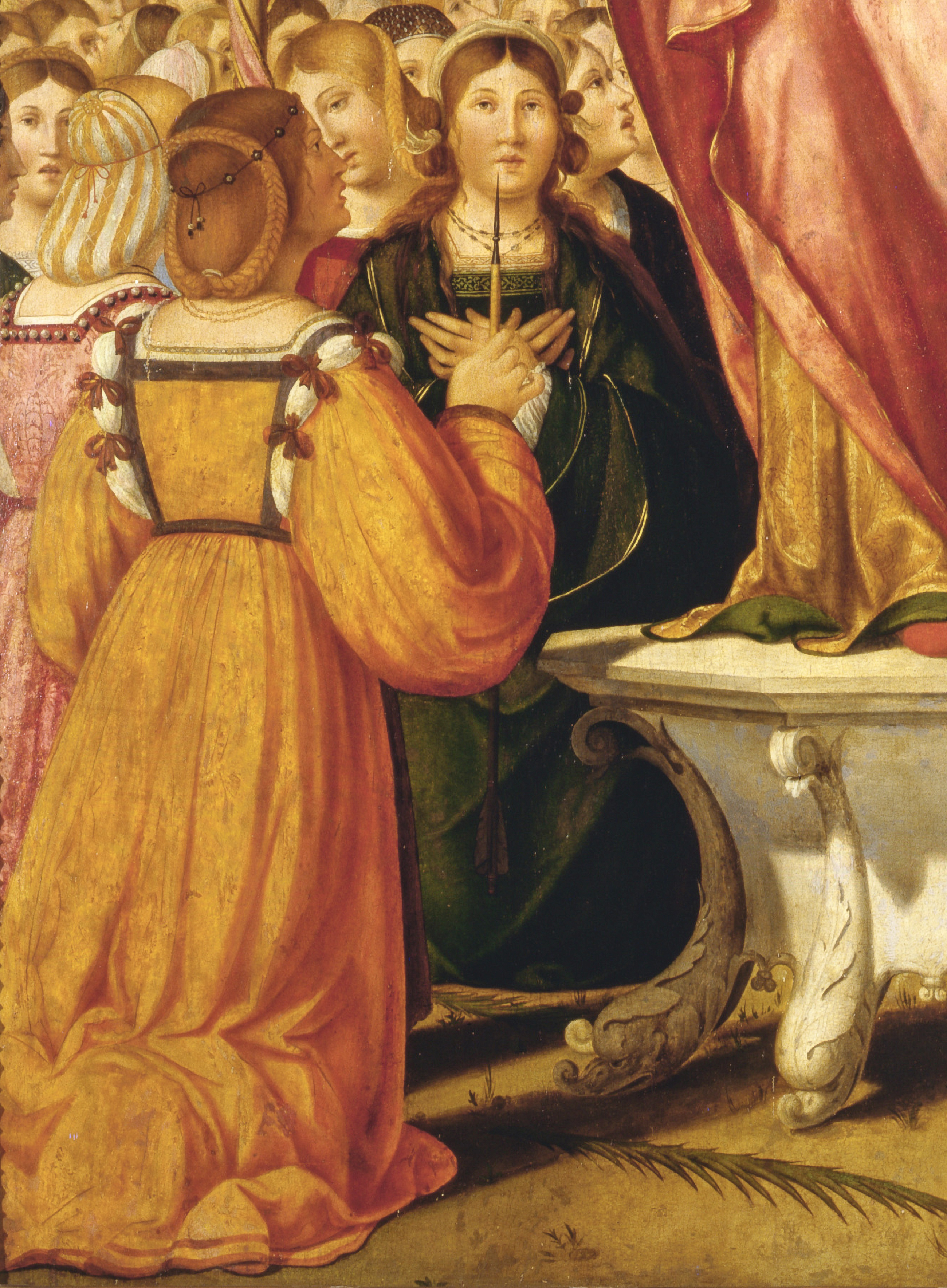
Sant'Orsola in gloria-particolare

Il dipinto descrive la gloria di sant'Orsola la cui storia è circondata da molte leggende che hanno differenti varianti. Orsola visse probabilmente nel IV secolo: era figlia di un re della Britannia, allevata nella fede cristiana. Essendo stata promessa in sposa a un principe pagano, ottenne dal padre di rimandare le nozze di tre anni, e il permesso di recarsi a Roma per andare in udienza dal papa accompagnata da dieci o undici fanciulle vergini (per uno strano errore di trascrizione queste divennero mille o undicimila). A Roma incontrò il papa ma anche il suo promesso sposo, che, grazie alle sue parole, si convertì alla fede cristiana. Durante il viaggio di ritorno si fermò a Colonia che era appena stata conquistata dagli unni dove rifiutò di sposare il loro re Attila: per questo subì il martirio venendo trafitta da una freccia. Le compagne furono anch'esse martirizzate.
Il dipinto è su tavola dorata e raffigura la santa sopra un piedistallo circondata da molte compagne oranti, ipoteticamente mille. L'opera non viene considerata di grande valore, per via delle fanciulle troppo compresse e per la severità emanata da Orsola, ma sono interessanti le vesti e le acconciature femminili, riprodotte con puntuale precisione. Le due fanciulle in primo piano voltano le spalle all'osservatore: quella di sinistra regge tra le mani una freccia simbolo del martirio e un vessillo arrotolato, mentre la ragazza di destra un vessillo dispiegato che ostenta più chiaramente i simboli della fede. Le vergini, innumerevoli, si perdono in un paesaggio collinare e montano popolato di castelli e villaggi. Tre angeli sorreggono altrettante corone dai tre differenti colori, volando sopra la martire per condurla alla gloria nel cielo.